# Airfix Dogfighter
Az Airfix Dogfighter egy repülőszimulátor videójáték, amit a Unique Development Studios és Paradox Entertainment fejlesztett és az EON Digital Entertainment adott ki PC-re. A játék Észak-Amerikában és Európában egyidőben, 2000. január 14-én jelent meg. A játékosnak 15 repülőgép áll rendelkezésre a II. világháborúból, a helyszínt egy 1950-es évekbeli ház nyújtja.
A játék alapjai az Airfix makettgyártó cég méretarányos modelljei. Az Airfix Dogfighterben a II. világháborús repülőgép részletes, miniatűr verzióit irányíthatjuk egy 3D-s nézetű házban. Repülhetünk a szövetségesek vagy a tengelyhatalmak zászlója alatt, a repülőgépbázisok különböző szobákban vannak kihelyezve. Harcolhatunk akár az udvaron vagy a ház egész belsejében. A házban több tárgyat (váza, állólámpa, tányérok stb.) lőhetünk szét, ezek különböző speciális felszereléseket adnak.

## Játékmenet
A játékban 9 különböző fegyver támogatott, közülük 4 fejleszthető és erősebbé tehető különböző technikai bónuszokkal. A géppuska, a rakéta, és a bomba rendelkezésre áll mindkét oldalon, és 5 különböző szinten lehet fejleszteni őket. Mindkét oldal két egyedülálló fegyverrel rendelkezik az egyjátékos módban: a szövetségeseknek önvezérlő rakéták és egy részecskesugarú lézer, a tengelyhatalmaknak lebegő bombák és egy Tesla-tekercses sokkolófegyver áll rendelkezésre. Az utolsó küldetésben mind a két oldal beveti az atombombát. Minden speciális fegyverekkel indul, a legmagasabb szintű technikával, ami már nem befolyásolható bónuszokkal.